# Rover P4
Rover P4 è stato un gruppo di autovetture mid-size che fu prodotto dalla Rover dal 1949 al 1964 in 130.312 esemplari.
Tutti i modelli vennero progettati da Gordon Bashford, e le varie serie sono denominate comunemente con la seconda sigla identificativa (ad esempio, "Rover 90"), tralasciando quindi la designazione P4, che era in realtà la sigla utilizzata internamente alla Rover. Tutte le serie avevano il motore montato anteriormente e la trazione posteriore. Le vetture vennero commercializzate in un'unica versione di carrozzeria, berlina.
La P4 fu anche la base per le vetture di una Casa automobilistica che ebbe breve durata, la Marauder.

## Caratteristiche tecniche
Il modello utilizzava i motori in linea Rover da 4 o 6 cilindri già montati sulla P3 nel 1948. Questo propulsore possedeva valvole d’aspirazione in testa e valvole di scarico laterali. Il cambio era manuale a quattro rapporti; nel periodo iniziale la leva era montata al volante, mentre in un secondo momento, precisamente dal 1954, venne installata sul pavimento della vettura. All'inizio erano sincronizzate solo le due marce più alte, ma dal 1953 si aggiunse anche il secondo rapporto. Venne montata inizialmente una frizione a ruota libera della Rover, ma poco prima della rivisitazione della gamma occorsa al salone dell'automobile di Londra dell'ottobre del 1959 non fu più offerta.
La P4 aveva un telaio separato con sospensioni indipendenti a molle elicoidali per l'avantreno e ad assale rigido con balestra semi-ellittiche per il retrotreno. I freni, sui primi esemplari, erano formati da un sistema misto meccanico/idraulico, che divenne interamente del secondo tipo nel 1950. Anteriormente, freni a disco Girling rimpiazzarono i freni a tamburo nel 1959.
Il corpo vettura era fabbricato dalla Pressed Steel, ed era completato dalle portiere, dal portello del bagagliaio e dal cofano, che erano fabbricati in lega d'alluminio e magnesio. Sull'ultimo modello prodotto, la 95/110, questi componenti erano prodotti in acciaio per contenere i costi. La P4 fu una delle ultime vetture britanniche ad avere installato delle portiere incernierate posteriormente.

## La P4 75
La prima P4, denominata 75, venne introdotta nel 1949. Era caratterizzata da uno stile controverso che contrastava con quello della superata P3, che rimpiazzò, e che era basata sulle contemporanee Studebaker con il frontale a forma di proiettile. Una peculiarità era l'inusuale fanale anteriore che era montato centralmente sulla calandra. Conosciuto come “occhio del ciclope”, venne rimosso nel 1952.
Il motore installato era un sei cilindri in linea Rover da 2.103 cm³ di cilindrata e con distribuzione IOE. Il cambio era manuale a quattro rapporti, e possedeva in un primo momento la leva al volante; questo comando venne poi spostato sul pavimento dal 1954.
Un esemplare della P4 75 venne testato dal periodico The Motor nel 1949. Durante la prova fu registrata una velocità massima di 134,4 km/h ed un'accelerazione da 0 a 97 km/h di 21,6 secondi. Il consumo di carburante fu di 10,2 L/100 km. Il modello utilizzato nel test costava 1.106 sterlina.
La produzione di questo modello terminò nel 1954 dopo 33.267 esemplari prodotti.

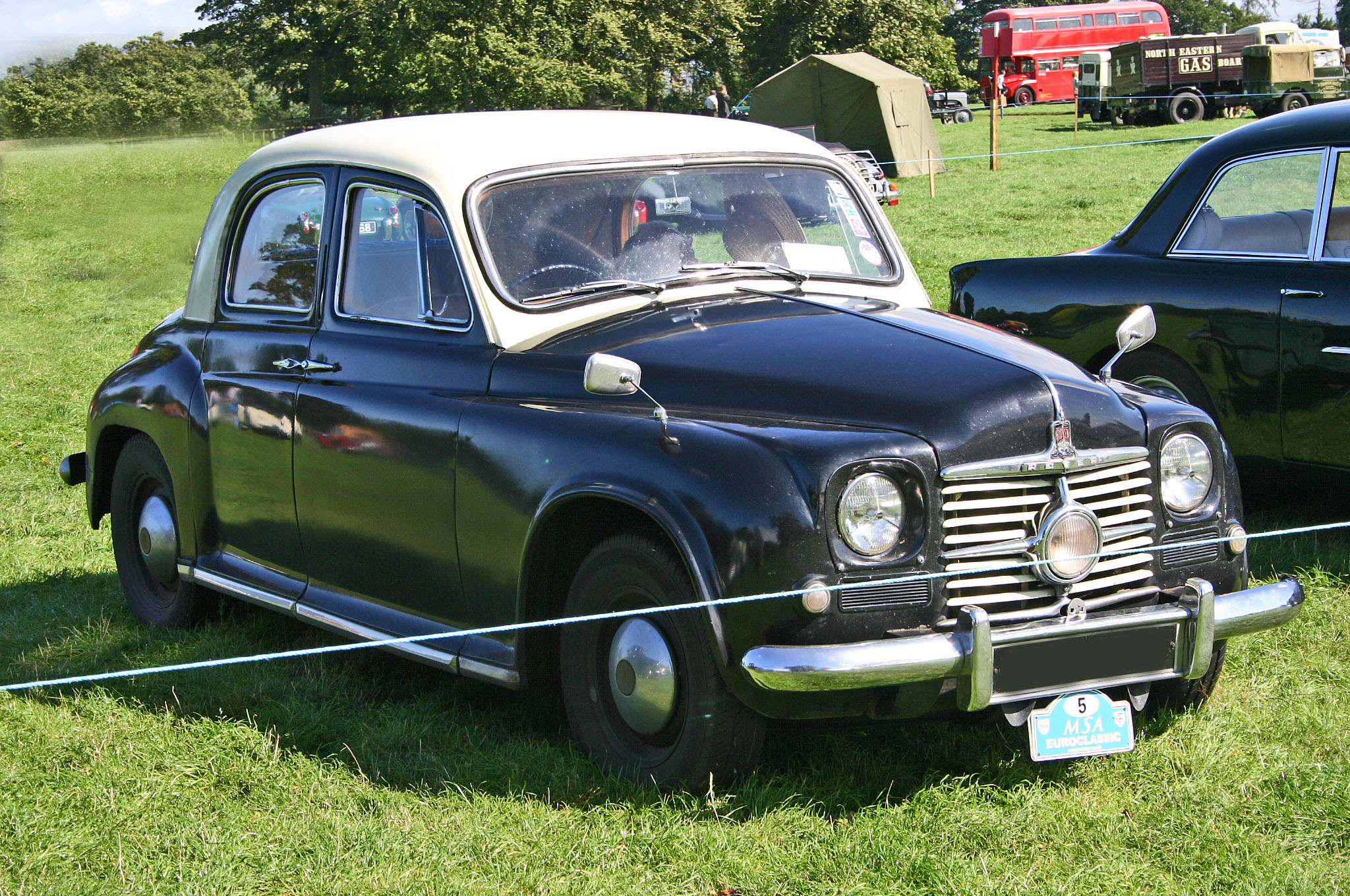
Rover P4 75 “occhio del ciclope”
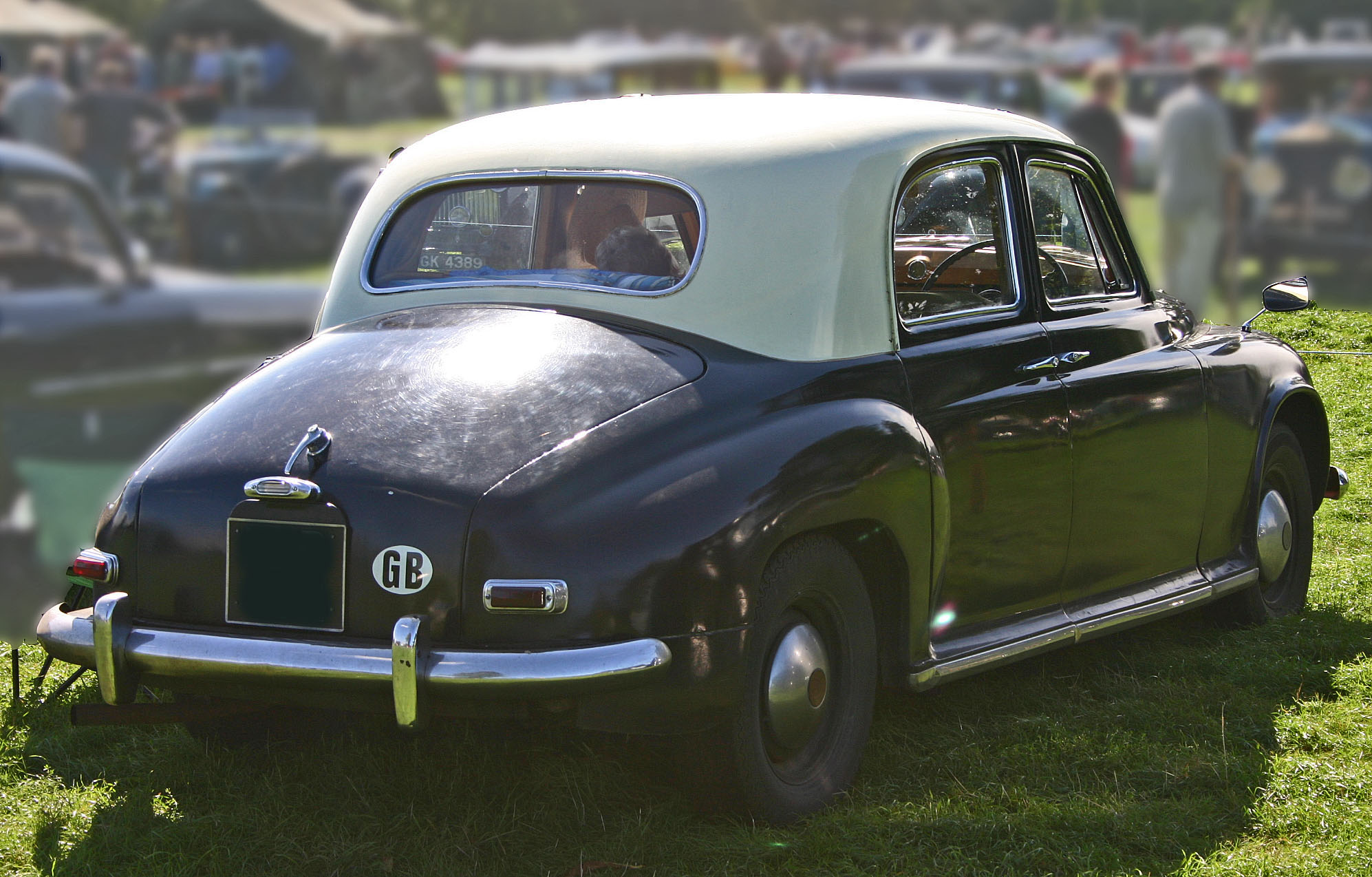
Rover P4 75 “coda d’anatra”
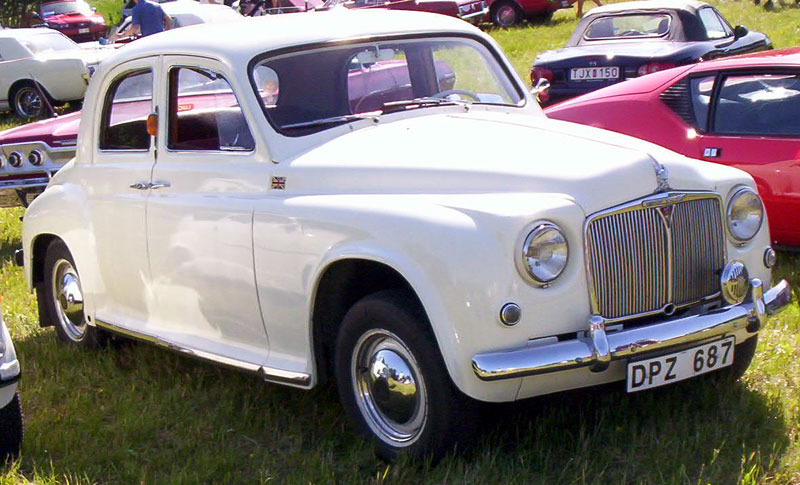
Rover 75 P4 quattro porte berlina del 1952
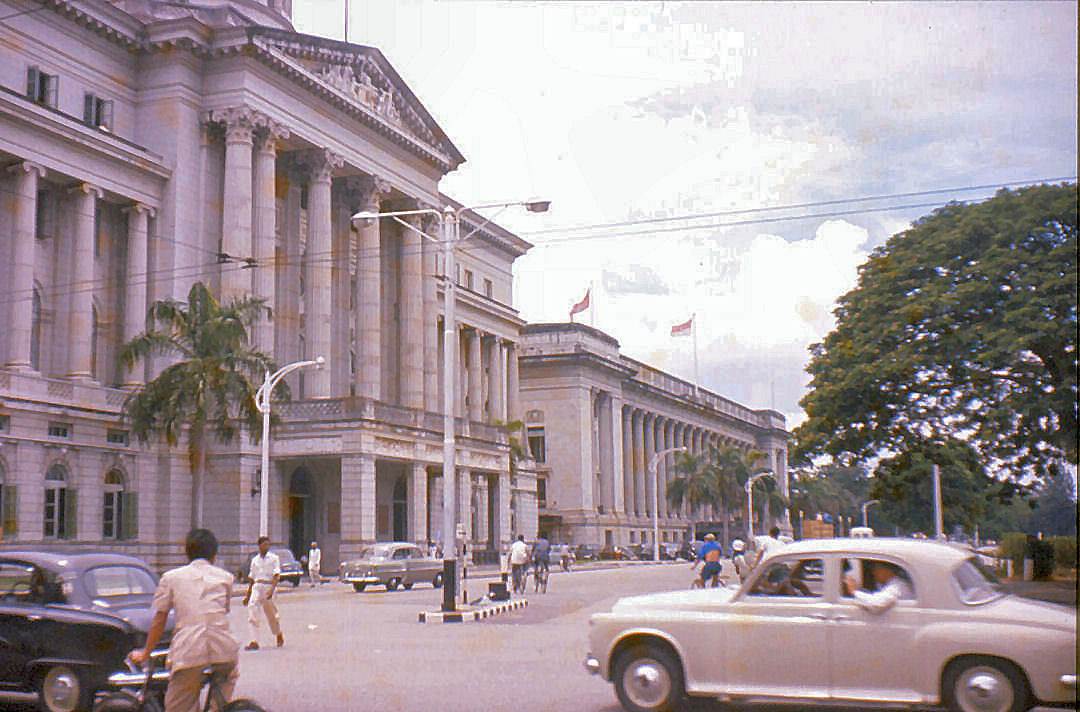
Una Rover P4 75, sulla destra, davanti alla Corte Suprema di Singapore

## La P4 60
Nel 1953 venne introdotta una versione con motore a quattro cilindri in linea, che fu chiamata P4 60. Questo propulsore aveva una cilindrata da 1.997 cm³, erogava una potenza di 60 CV, possedeva una distribuzione IOE e fu quasi lo stesso motore che venne utilizzato sulle prime Land Rover, tranne che per piccole modifiche, tra cui l'installazione di un carburatore SU.
Il motore in questione aveva il monoblocco più corto di quello del propulsore a sei cilindri, e venne alloggiato più indietro nel telaio. Da ciò conseguiva una maggiore guidabilità del veicolo, che era però compensata da una potenza minore. Nel 1959 il modello fu rimpiazzato da una nuova serie di P4, la 80.
Il periodico The Motor provò il modello nel 1954 registrando una velocità massima di 122,3 km/h ed un'accelerazione da 0 a 97 km/h di 26,5 secondi. Il modello utilizzato nel test costava 1.162 sterline.

## La P4 90
Insieme alla P4 60, che aveva un motore da quattro cilindri, fu lanciata anche una versione con propulsore a sei cilindri in linea, la P4 60. Il motore aveva una cilindrata di 2.639 cm³ (l'alesaggio e la corsa erano, rispettivamente, 73 mm e 105 mm) ed erogava 90 CV di potenza, che consentiva al veicolo di raggiungere la velocità di 145 km/h. Il monoblocco era in ghisa e la testata era fabbricata in lega d'alluminio. Questa fu la serie della Rover P4 più popolare; infatti, di questo modello, fino al 1959, quando fu sostituito dalla P4 100, furono prodotti 35.903 esemplari.
La rivista specializzata The Motor provò questa serie nel 1954, registrando una velocità massima di 144,8 km/h ed un'accelerazione da 0 a 97 km/h di 18,9 secondi. Il modello utilizzato nel test costava 1.297 sterline.

## La P4 75 Mark II
Una versione aggiornata della P4 75, a cui erano stati apportati alcuni cambiamenti, venne lanciata nel 1954. Fu montato un lunotto formato da tre pezzi e venne mantenuto il motore da 2.103 cm³ di cilindrata con distribuzione IOE. Nel 1955 al modello fu installato un propulsore aggiornato che aveva una cilindrata di 2.230 cm³ e che possedeva il medesimo sistema di distribuzione. Nel 1956 venne offerto come optional l'overdrive. Nel 1957 il modello fu oggetto di un restyling insieme agli altri modelli della gamma P4, in occasione del quale ricevette una nuova calandra e delle nuove fiancate. La produzione terminò nel 1959 con l'introduzione della P4 100 dopo che, tra il 1955 ed il 1959, furono prodotti 9.974 esemplari.

## La P4 105R/105S
La P4 90 non fu pensata per essere al vertice della gamma P4. Infatti, nel 1956 vennero introdotte la P4 105R e la P4 105S, che possedevano una versione potenziata del propulsore da 2.639 cm³ che era già montato sulla 90. Con un rapporto di compressione di 8,5:1 (era infatti disponibile anche una benzina con un più alto numero di ottano) e un carburatore a doppio corpo SU, il motore produceva 108 CV di potenza. Entrambi i modelli 105 avevano anche in dote degli aggiornamenti esteriori, dei sedili anteriori singoli, l'accendisigari, dei cerchioni con finiture cromate e due luci di profondità SFT 576 Lucas. Per minimizzare il costo della 105R questo equipaggiamento non era di serie, anche se era disponibile sulla versione più costosa, la 105R De Luxe.
La 105R aveva di serie il cambio automatico Roverdrive, che era stato progettato ed era prodotto dalla Rover. Era l'unica trasmissione automatica installata su autovetture britanniche ad essere prodotta nel Regno Unito; infatti, gli altri cambi automatici erano importati dagli Stati Uniti, particolarmente dalla General Motors. Questa trasmissione aveva due opzioni, “emergenza” (selezionabile manualmente) e “Drive”, e possedeva l'overdrive per le tre marce in avanti. La 105S aveva invece un cambio manuale che comprendeva anch'esso l'overdrive, e poteva raggiungere la velocità massima di 163 km/h.
Il periodico The Motor provò una 105R De Luxe nel 1957 registrando una velocità massima di 151,1 km/h ed un'accelerazione da 0 a 97 km/h di 23,1 secondi. Il consumo di carburante fu di 12 L/100 km. Il modello utilizzato nel test costava 1.696 sterline incluse le tasse 566 sterline.
La produzione della 105 terminò nel 1958 per la 105R e nel 1959 per la 105S. Vennero costruiti in totale 10.781 esemplari, due terzi dei quali con cambio automatico. Nel 1959 gli esemplari con cambio manuale erano denominati semplicemente come 105, ed il livello di allestimento venne ridotto con l'intento di standardizzarlo con quello degli altri modelli.

## La P4 80
Tra il 1959 ed il 1960 la gamma della P4 venne razionalizzata in una serie di soli due modelli, la 80 e la 100. La P4 80 era la versione con il motore a quattro cilindri in linea. Il propulsore era di derivazione Land Rover, e possedeva valvole in testa. La cilindrata era di 2.286 3, e la sua struttura era completamente diversa da quella dei propulsori degli altri modelli. Con 80 CV di potenza il modello poteva raggiungere i 137 km/h. Una delle novità era l'installazione di freni a disco anteriori Girling da 274 mm servoassistiti. La vettura utilizzava anche pneumatici più larghi e fu anche oggetto di un aggiornamento della linea. L'overdrive, che operava solo per la marcia più alta, era di serie per il cambio automatico a quattro velocità. Tra gli optional erano disponibili la radio, la verniciatura bicolore ed i sedili anteriori singoli oppure a divanetto. Questi optional erano offerti anche per la P4 100.
Questo modello di P4 non fu molto popolare, e fino alla fine della produzione, nel 1962, solo 5.900 esemplari vennero fabbricati.
Il periodico The Motor esaminò una P4 80 nel 1961, registrando una velocità massima di 133,4 km/h ed un'accelerazione da 0 a 97 km/h di 22,4 secondi. Il consumo di carburante fu di 12 L/100 km. Il modello utilizzato nel test costava 1.396 sterline incluse le tasse 411 sterline.

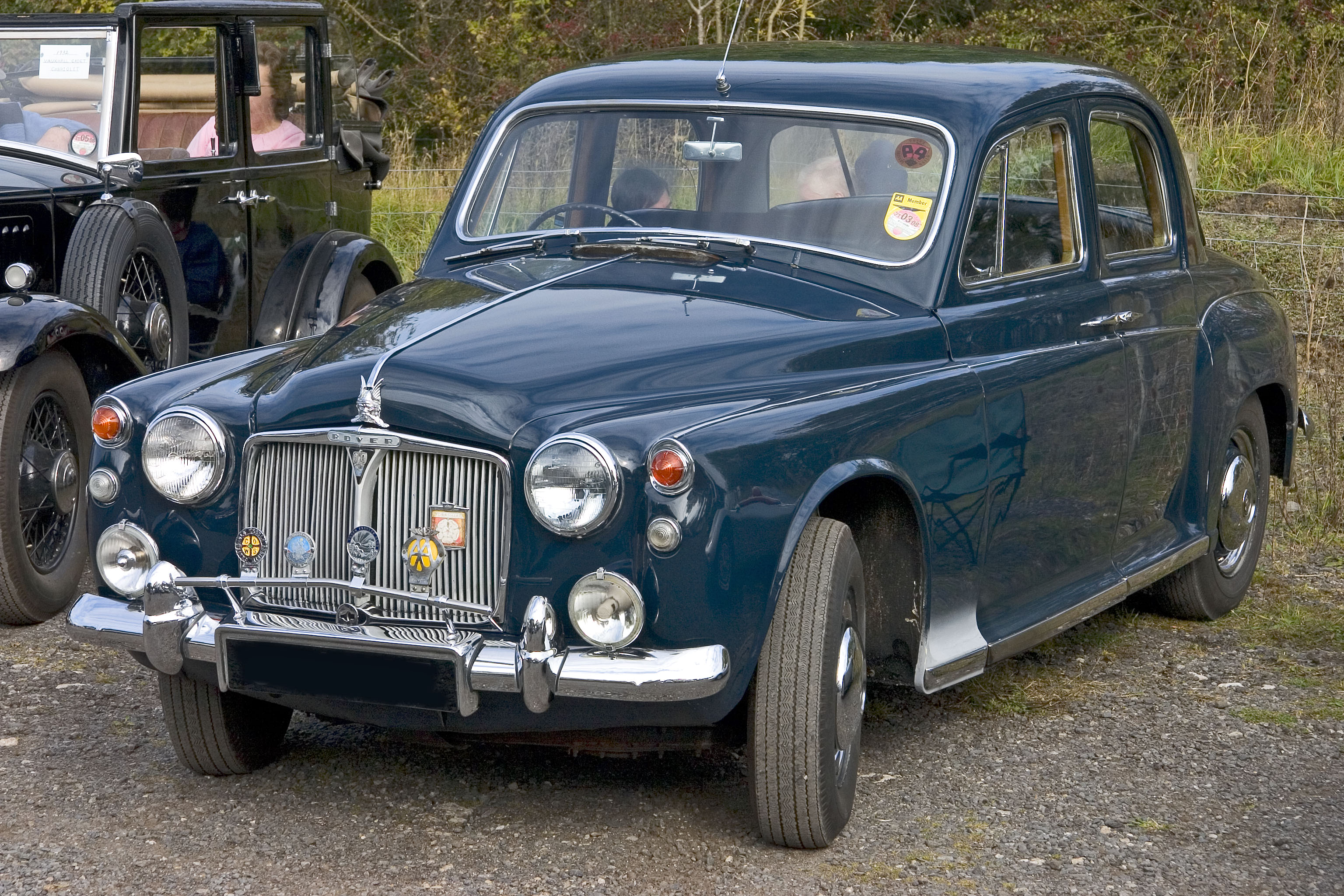
Una Rover P4 80
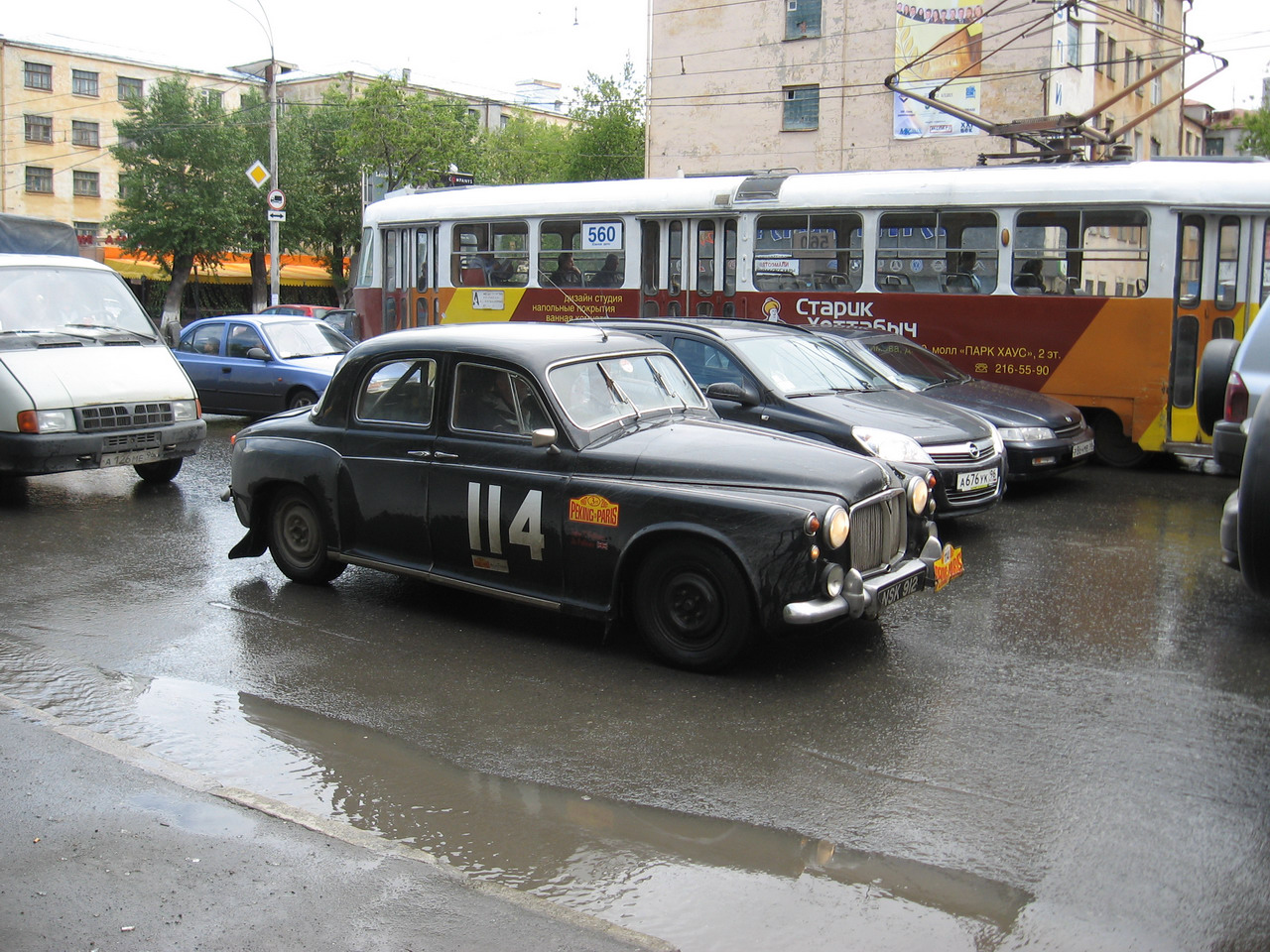
La Rover P4 80 che ha partecipato nel 2007 alla rievocazione del raid Pechino-Parigi

## La P4 100
La P4 90 fu rimpiazzata nel 1960 dalla più potente P4 100. Il suo motore a sei cilindri in linea da 2.625 cm³ e distribuzione IOE era la versione a corsa corta del propulsore da 3 L della P5. Il modello poteva raggiungere i 161 km/h. Gli interni erano lussuosi, con inserti e componenti in legno e pelle, come la leva del freno a mano modello Shepherds Crook dal disegno curvilineo. Erano disponibili i sedili anteriori singoli oppure a divanetto. Era possibile ordinare come optional l'impianto di riscaldamento. Come la più piccola P4 80, la P4 100 possedeva freni a disco anteriori Girling con servofreno, mentre posteriormente aveva installato freni a tamburo. Era di serie l'overdrive sul rapporto più alto del cambio.
La produzione terminò nel 1962 dopo 16.521 esemplari.
Il periodico The Motor esaminò una P4 100 nel 1960 registrando una velocità massima di 148,2 km/h ed un'accelerazione da 0 a 97 km/h di 17,6 secondi. Il consumo di carburante fu di 11,8 L/100 km. Il modello utilizzato nel test costava 1.538 sterline incluse le tasse.

## La P4 95/110
Le ultime serie della P4 furono la P4 95 e la P4 110. Introdotte nel 1962, rappresentarono la fine di un'era. In ritardo con i tempi, i modelli montavano ora i pannelli delle portiere in acciaio ed i tergicristalli elettrici. Sebbene il cambio automatico Rover fosse stato pensionato, l'overdrive era ancora montato di serie sulla P4 110.
Entrambi i modelli utilizzavano lo stesso motore da 2.625 cm³ di cilindrata e con distribuzione IOE. La disponibilità di carburante a più alto numero di ottano portò ad un incremento del rapporto di compressione fino a 8,8:1. La potenza erogata era di 123 CV per il propulsore montato sulla P4 110, che aveva installato una testata Weslake, e di 102 CV sulla P4 95.
Vennero prodotti 3.680 esemplari della 95 e 4.620 vetture della 110.
Dopo un successo di circa 15 anni, la P4 fu sostituita dalla P6 nel 1964.